# Septifer bifurcatus
Septifer bifurcatus är en musselart som först beskrevs av Conrad 1837.  Septifer bifurcatus ingår i släktet Septifer och familjen blåmusslor. Inga underarter finns listade i Catalogue of Life.